# Zjednoczone Emiraty Poznańskie
Zjednoczone Emiraty Poznańskie – singel poznańskiej formacji hip-hopowej Killaz Group, wydany w roku 2001 przez wytwórnię Blend Records. Na singlu znalazło się siedem utworów (w tym trzy remiksy i jedna wersja instrumentalna). Utwór znalazł się również na płycie grupy, pt. Nokaut.

## Lista utworów
1. „Zjednoczone Emiraty Poznańskie” (Wersja czysta) – 5:07
2. „Zjednoczone Emiraty Poznańskie” – 5:06
3. „Zjednoczone Emiraty Poznańskie” (Lasscah Remix) – 4:31
4. „Zjednoczone Emiraty Poznańskie” (Lulek Remix) – 4:06
5. „Zjednoczone Emiraty Poznańskie” (Magiera Remix) – 5:15
6. „To o nich i to dla nich” – 3:43
7. „Zjednoczone Emiraty Poznańskie” (Instrumental) – 5:05